# بوستونه، کبک
بوستونه (به فرانسوی: La Bostonnais) شهری در ناحیه موریسی در استان کبک کانادا است. در سرشماری سال ۲۰۱۱ این شهر ۵۴۵ نفر جمعیت داشته‌است و مساحت آن ۲۹۵٫۶ کیلومتر مربع است.